# Sion (Gers)
Sion (en francès Sion) és un municipi francès situat al departament del Gers i a la regió d'Occitània.

## Demografia
| 1962                                       | 1968 | 1975 | 1982 | 1990 | 1999 | 2006 |
| ------------------------------------------ | ---- | ---- | ---- | ---- | ---- | ---- |
| 134                                        | 144  | 125  | 118  | 119  | 111  | 81   |
| Des de 1962: població sense dobles comptes |      |      |      |      |      |      |